# Tình ca du mục
Tình ca du mục (tiếng Nga: Дорогой длинною) là một bài hát do nhạc sĩ người Nga Boris Fomin (1900-1948) sáng tác với phần lời của nhà thơ Konstantin Podrevskyi.
Bản lời Việt quen thuộc "Tình ca du mục" không rõ tác giả, nên không thể sử dụng trong các chương trình chính thức. Năm 2006, bài này được Nguyễn Quốc Trí viết lời mới, Như lá thu vàng, và được Ngọc Hạ trình bày trong DVD Asia 49 Những Bài Hát Hay Nhất Thế Kỷ 20. Ngoài ra còn có một bản lời Việt khác ít được phổ biến hơn do Phạm Duy viết với tựa đề là Nhớ lúc yêu nhau
Phiên bản tiếng Anh 1968, Those Were the Days, được Mary Hopkin hát và được Paul McCartney sản xuất, đã trở thành một hit số một trên UK Singles Chart.
Giai điệu của bài hát được hàng triệu người Brasil chấp nhận, mặc dù phần lớn trong số họ không biết về nguồn gốc bài hát cũng như tên và lời bài hát gốc; bài hát đã được người dẫn chương trình Silvio Santos của truyền hình Brasil sử dụng trong nhiều năm trong Show de Calouros.

## Xếp hạng (phiên bản Mary Hopkin)
| Bảng xếp hạng (1968-1969)                       | Vị trí cao nhất |
| ----------------------------------------------- | --------------- |
| Úc (Kent Music Report)                          | 2               |
| Áo (Ö3 Austria Top 40)                          | 2               |
| Bỉ (Ultratop 50 Flanders)                       | 1               |
| Canada (RPM 100 Singles)                        | 1               |
| Đan Mạch (Tracklisten)                          | 1               |
| Phần Lan (Suomen virallinen lista)              | 1               |
| Pháp (SNEP)                                     | 1               |
| Trường songid là BẮT BUỘC CHO BẢNG XẾP HẠNG ĐỨC | 1               |
| Ireland (IRMA)                                  | 1               |
| Ý (FIMI)                                        | 9               |
| Nhật Bản (Oricon)                               | 1               |
| Hà Lan (Dutch Top 40)                           | 2               |
| Hà Lan (Single Top 100)                         | 1               |
| New Zealand (RIANZ)                             | 3               |
| Na Uy (VG-lista)                                | 1               |
| Ba Lan (Polish Singles Chart)                   | 1               |
| Nam Phi (Springbok Radio)                       | 2               |
| Tây Ban Nha (AFYVE)                             | 1               |
| Thụy Điển (Sverigetopplistan)                   | 1               |
| Thụy Sĩ (Schweizer Hitparade)                   | 1               |
| Anh Quốc (OCC)                                  | 1               |
| Hoa Kỳ Billboard Hot 100                        | 2               |
| Hoa Kỳ Billboard Adult Contemporary             | 1               |

| Bảng xếp hạng (2009)                      | Vị trí cao nhất |
| ----------------------------------------- | --------------- |
| Belgium (Back Catalogue Singles Flanders) | 25              |